# Heilige Officiepaleis

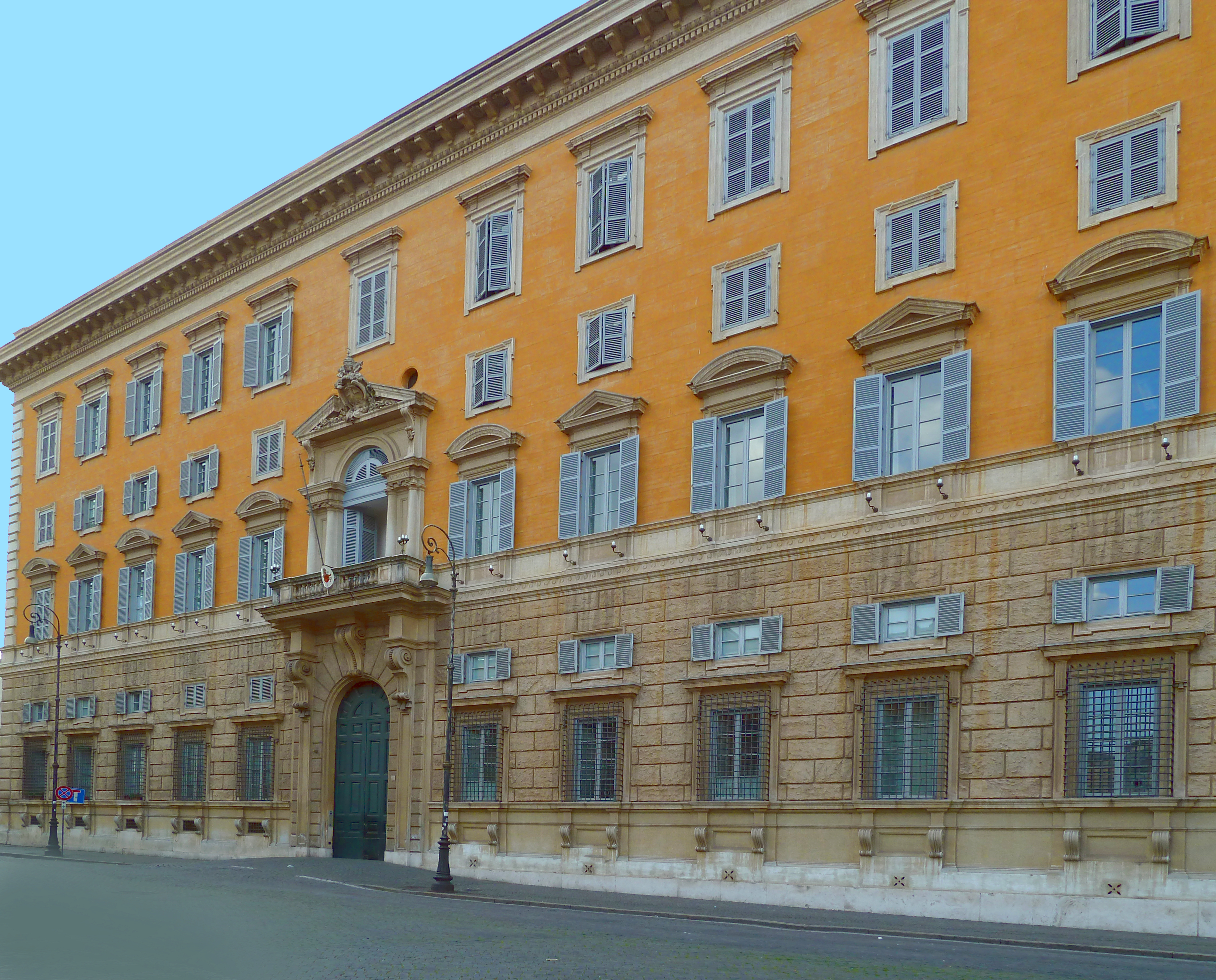
Paleis van de Heilige Officie

Het Heilige Officiepaleis (Italiaans: Palazzo del Sant'Uffizio) is een gebouw in het zuidoosten van Vaticaanstad. Het paleis werd in 1514 gebouwd in opdracht van kardinaal Lorenzo Pucci en werd toen Puccipaleis genoemd.
Van 1542 tot 1860 werd het gebruikt door de Romeinse inquisitie, maar tegenwoordig is het overwegend in gebruik voor administratieve doeleinden en als zetel van verschillende dicasteries.
Het paleis wordt ook gebruikt als woonplaats van verschillende curie-kardinalen. Zo woonde paus Leo XIV hier toen hij nog prefect was van het Dicasterie voor de Bisschoppen.
Ook een eerdere paus Benedictus XVI woonde hier als curie-kardinaal en prefect van de Congregatie voor de Geloofsleer. Deze congregatie werd in 2022 opgenomen in het Dicasterie voor de Geloofsleer.